# کهریزنو
کهریزنو یک روستا در ایران است که در دهستان باقرآباد واقع شده‌است.